# Liste der Kulturdenkmäler in Bärenbach (Hunsrück)
In der Liste der Kulturdenkmäler in Bärenbach sind alle Kulturdenkmäler der rheinland-pfälzischen Ortsgemeinde Bärenbach aufgeführt. Grundlage ist die Denkmalliste des Landes Rheinland-Pfalz (Stand: 27. Oktober 2023).

## Einzeldenkmäler
| Bezeichnung | Lage                 | Baujahr | Beschreibung                                                                    | Bild            |
| ----------- | -------------------- | ------- | ------------------------------------------------------------------------------- | --------------- |
| Hofanlage   | Hahner Straße 1 Lage | 1901    | Fachwerkhaus, Backsteingefache, bezeichnet 1901, Scheune; bauliche Gesamtanlage | Fotos hochladen |